# Флахау
Флахау е село в провинция Санкт Йохан Понгау в провинция Залцбург, Австрия, с население 2639 (към 2010 г.). Зимен курорт и ски-център със състезания за световната купа по ски.

## История
През 19 век Флахау е център на топене на желязо в окръга Понгау. Останките от работите са разрушени и сега само улиците и имената на къщите напомнят за това.

## Известни граждани
- Херман Майер (роден през 1972 във Флахау; австрийски скиор (четири-кратен носител на Световната купа, Олимпийски шампион)